# Jean d'Arbois
Jean d’Arbois was een Franse kunstschilder en miniaturist uit de 14e eeuw, actief tussen 1365 en 1399. Hij was de eerste hofschilder van Philips de Stoute.

## Biografie
Jean d’Arbois was waarschijnlijk afkomstig van Arbois, een stad in de Jura. Hij kreeg misschien zijn opleiding in een atelier in Hesdin in het voormalige graafschap Artesië.
In 1373 stuurde Filips de Stoute Jean Blondel, zijn schildknaap, naar Lombardije om Jean d’Arbois, die werkte aan het hof van Galeazzo Visconti, in dienst te nemen en naar Parijs te brengen.
De hertog moet de schilder dus gekend hebben, waarschijnlijk via de bisschop van Doornik Philippe d’Arbois, die waarschijnlijk zijn landgenoot kende. Het is ook mogelijk dat Filips van Jean d’Arbois gehoord had via Isabella van Valois, zijn jongste zus, die getrouwd was met Gian Galeazzo Visconti, de zoon van Galeazzo II Visconti, aan wiens hof Jean d’Arbois toen verbleef.
Pasquino Capelli, de secretaris en kanselier van Galeazzo, was in 1368 op diplomatieke missie in Parijs, maar had ook de opdracht om manuscripten te verwerven voor de bibliotheek die Galeazzo wou stichten in Pavia, en voor zijn echtgenote Blanche van Savoye en zijn schoondochter Isabella van Frankrijk, dochter van Jan II van Frankrijk. Waarschijnlijk introduceerde hij Jean d’Arbois aan het hof van Galeazzo.
Isabella stierf op 3 september 1372 bij de bevalling van haar vierde kind en dat was misschien de aanleiding voor Filips om  Jean d’Arbois terug naar Frankrijk te halen. Jean d’Arbois zou in 1372 begonnen zijn aan een getijdenboek dat later werd voltooid door Giovanni di Benedetto da Como (Bayerische Staatsbibliotheek, München, ms. Clm 23215).
We kunnen Jean d’Arbois volgen via de rekeningen van de hertog.
Jean ontving verschillende betalingen op 10 mei 1373 en in een brief van de hertog van 21 juni van dat jaar, wordt hem gevraagd in Parijs te blijven.
Hij verbleef in Parijs tussen juni 1373 en maart 1375, waarna hij Filips volgt op een reis naar Vlaanderen. Uit de rekening van een Brugse kruidenier blijkt dat de hertog op 24 juli 1375 kleurstoffen liet kopen voor Jehan d’Arbois. Na 19 oktober 1375 verdwijnt d’Arbois uit de rekeningen van de hertog en in juni 1376 werd zijn opvolger Jean de Beaumetz aangesteld.

Na 1375 keerde Jean d'Arbois terug naar Lombardije aan het hof van Gian Galeazzo in Pavia, waar hij meewerkt aan de versiering van het kasteel. In 1375 werd ook zijn zoon geboren, die we kennen als Stefano da Verona.
Hij zou ook nog werkzaam geweest zijn in de basiliek San Pietro in Ciel d'Oro in Pavia. Hij stierf in 1399 in Pavia.
Er zijn geen werken die met zekerheid aan deze meester kunnen toegeschreven worden. Voor de toeschrijvingen in het artikel van Tolfo kan nergens bevestiging worden gevonden. De werken in de BnF worden door de BnF niet toegeschreven aan d’Arbois.
- Gemeinsame Normdatei: 13008168X
- RKD-Nederlands Instituut voor Kunstgeschiedenis: 2277
- Virtual International Authority File: 20780464